# Lake Buena Vista
Lake Buena Vista is een plaats (city) in de Amerikaanse staat Florida, en valt bestuurlijk gezien onder Orange County.

## Demografie
Bij de volkstelling in 2000 werd het aantal inwoners vastgesteld op 16.
In 2006 is het aantal inwoners door het United States Census Bureau geschat op 15, een daling van 1 (-6.3%).

## Geografie
Volgens het United States Census Bureau beslaat de plaats een oppervlakte van
12,7 km², waarvan 12,5 km² land en 0,2 km² water.

## Klimaat
| Maand                                      | jan | feb | mrt | apr | mei | jun | jul | aug | sep | okt | nov | dec | Jaar  |
| ------------------------------------------ | --- | --- | --- | --- | --- | --- | --- | --- | --- | --- | --- | --- | ----- |
| Hoogste maximum (°C)                       | 32  | 32  | 33  | 37  | 38  | 38  | 38  | 39  | 37  | 36  | 33  | 32  | 39    |
| Gemiddeld maximum (°C)                     | 22  | 23  | 25  | 28  | 31  | 32  | 33  | 33  | 32  | 29  | 26  | 23  | 28    |
| Gemiddeld minimum (°C)                     | 8   | 10  | 12  | 14  | 18  | 22  | 23  | 23  | 22  | 18  | 14  | 10  | 16    |
| Laagste minimum (°C)                       | −7  | −3  | −4  | 3   | 7   | 10  | 13  | 16  | 13  | 6   | −2  | −7  | −7    |
|                                            |     |     |     |     |     |     |     |     |     |     |     |     |       |
| Neerslag (mm)                              | 61  | 73  | 97  | 58  | 90  | 195 | 190 | 199 | 160 | 82  | 57  | 61  | 1,323 |
| Bron: weather.com (gemiddelden, 1981-2010) |     |     |     |     |     |     |     |     |     |     |     |     |       |

## Plaatsen in de nabije omgeving
De onderstaande figuur toont nabijgelegen plaatsen in een straal van 16 km rond Lake Buena Vista.